# Coronacrisis in Zuid-Korea
De coronacrisis in Zuid-Korea begon op 20 januari 2020 toen de eerste besmetting met SARS-CoV-2 in Zuid-Korea werd bekendgemaakt. Op 19 februari nam het aantal bevestigde besmettingen met 20 toe en op 20 februari met zo'n 58 à 70 besmettingen, waardoor het aantal bevestigde besmettingen op 21 februari op een aantal van 346 uitkwam, volgens de Centers for Disease Control and Prevention Korea (KCDC), waarbij de snelle stijging van het aantal patiënten te verwijten valt aan "Patiënt 31", die deelnam aan een ceremonie in een kerk van de Shincheonji-kerk van Jezus, de Tempel van het Tabernakel van het Testament in Daegu.
Per 8 maart 2020 had Zuid-Korea zo'n 7.300 bevestigde besmettingen en 50 sterfgevallen en inmiddels waren al meer dan 130.000 personen getest op het virus. De sterftekans ligt lager dan het wereldwijd gemiddelde berekent door de WHO, dat op 3,4% ligt. Ter vergelijking, de sterftekans in China en Italië ligt rond de 3,8%, in Japan rond 1,5%, die van Zuid-Korea ligt rond de 0,6% en die van Zwitserland ligt rond de 0,5%.
Om verdere verspreiding van het virus tegen te gaan zijn grootschalige bijeenkomsten in de getroffen steden afgelast en zijn een honderdtal soldaten in Daegu in isolatie geplaatst. Zuid-Korea heeft vanaf begin maart het op twee na hoogste aantal bevestigde besmettingen met het coronavirus in de wereld (na China en Italië). Per 4 februari weigert Zuid-Korea de toegang voor buitenlanders reizend vanuit de Chinese provincie Hubei, alhoewel anderen graag hadden gezien dat de regering de toegang van buitenlanders uit geheel China zou weigeren om zo verdere verspreiding te voorkomen.

## Besmettingen

Aantal besmettingen (blauw) en sterfgevallen (rood) door COVID-19 (logaritmische schaal). De stippellijnen geven het dagelijkse verschil aan.

De eerste vermoedelijke besmetting met COVID-19 vanuit Zuid-Korea werd gerapporteerd op 8 januari 2020, deze patiënt lag geïsoleerd in quarantaine. Sinds dit eerste geval zijn er in totaal vier vermoedelijke besmettingen gemeld, en drie bevestigde besmettingen per 20 en 24 januari. Op 27 januari werd de vierde besmetting met het virus gemeld.
Twee nieuwe besmettingen werden gemeld op 30 januari, de vijfde patiënt betrof een 32-jarige Zuid-Koreaanse man die op 24 januari terugkeerde van zijn werk uit Wuhan. De zesde patiënt betrof de eerste patiënt die Wuhan niet heeft bezocht. Deze 56-jarige patiënt kreeg het virus toen hij een restaurant bezocht samen met de derde patiënt.
Op 31 januari werd de zevende patiënt opgenomen, het betrof een 28-jarige Zuid-Koreaanse man die terugkeerde vanuit Wuhan op 23 januari. Hij vertoonde symptomen op 26 februari en werd op 28 februari opgenomen in het ziekenhuis. Op dezelfde dag werden er vier nieuwe besmettingen gemeld. De achtste patiënt, een 62-jarige Zuid-Koreaanse vrouw, keerde terug vanuit Wuhan. De negende patiënt raakte geïnfecteerd door in contact geweest te zijn met de vijfde patiënt. De tiende en elfde patiënt werden geïnfecteerd toen zij de zesde patiënt bezochten (zijn vrouw en kind).
Op 1 februari werd de twaalfde patiënt gemeld. Hij verkreeg het virus toen hij een bezoek pleegde aan een Japanse patiënt in Japan. Hij keerde op 19 januari 2020 terug in Zuid-Korea via Gimpo International Airport.
Op 2 februari bevestigden de Korea Centers for Disease Control and Prevention (KCDC) drie nieuwe besmettingen, waardoor het totaal naar vijftien steeg. De zestiende besmetting werd gemeld op 4 februari. Drie nieuwe besmettingen werden gemeld op 5 februari, het totaal stond daarmee toen op 19. Op dezelfde dag bevestigden de KCDC dat de tweede patiënt was ontslagen uit het ziekenhuis na testen voor het dragen van het virus. Het betrof de eerste maal dat iemand van het virus is genezen in Zuid-Korea.
Vanaf 19 en 20 februari 2020 nam het aantal besmettingen met SARS-CoV-2 in Zuid-Korea snel toe. Op 19 februari nam het aantal geïnfecteerden met een aantal van 20 toe. Op 20 februari werden 70 nieuwe besmettingen gemeld, waardoor het totaal uitkomt op 104, aldus de KCDC. Volgens Reuters linkt de KCDC de vlugge toename van 70 besmettingen toe aan Patiënt 31, die had deelgenomen aan een bijeenkomst in Daegu in de Shincheonji-kerk van Jezus, de Tempel van het Tabernakel van het Testament.
De eerste dode werd gemeld in een ziekenhuis in het district Cheongdo. Er wordt vermoed dat dit ziekenhuis een besmettingshaard is, 16 besmettingen zijn vanuit dit ziekenhuis gemeld, zowel van patiënten als personeel. Volgens de burgemeester van Daegu ligt het aantal vermoedelijke besmettingen op 21 februari rond de 544 van de 4.400 gecontroleerde kerkgangers.
Alle Zuid-Koreaanse militaire bases zijn gesloten nadat uit testen bleek dat drie militairen positief testten voor het virus. Luchtvaartmaatschappijen hebben diverse verbindingen geschrapt en culturele activiteiten zijn afgelast om verdere verspreiding van het virus te voorkomen.
Op 22 februari 2020 meldden 1.261 van de 9.336 kerkgangers symptomen van het virus te hebben. 169 besmettingen zijn vastgesteld in relatie tot de kerkgangers en 111 besmettingen zijn in verband gebracht met het ziekenhuis uit Cheongdo.

Uitbraak SARS-CoV-2 in Zuid-Korea in verloop van tijd (sinds 20 januari 2020)
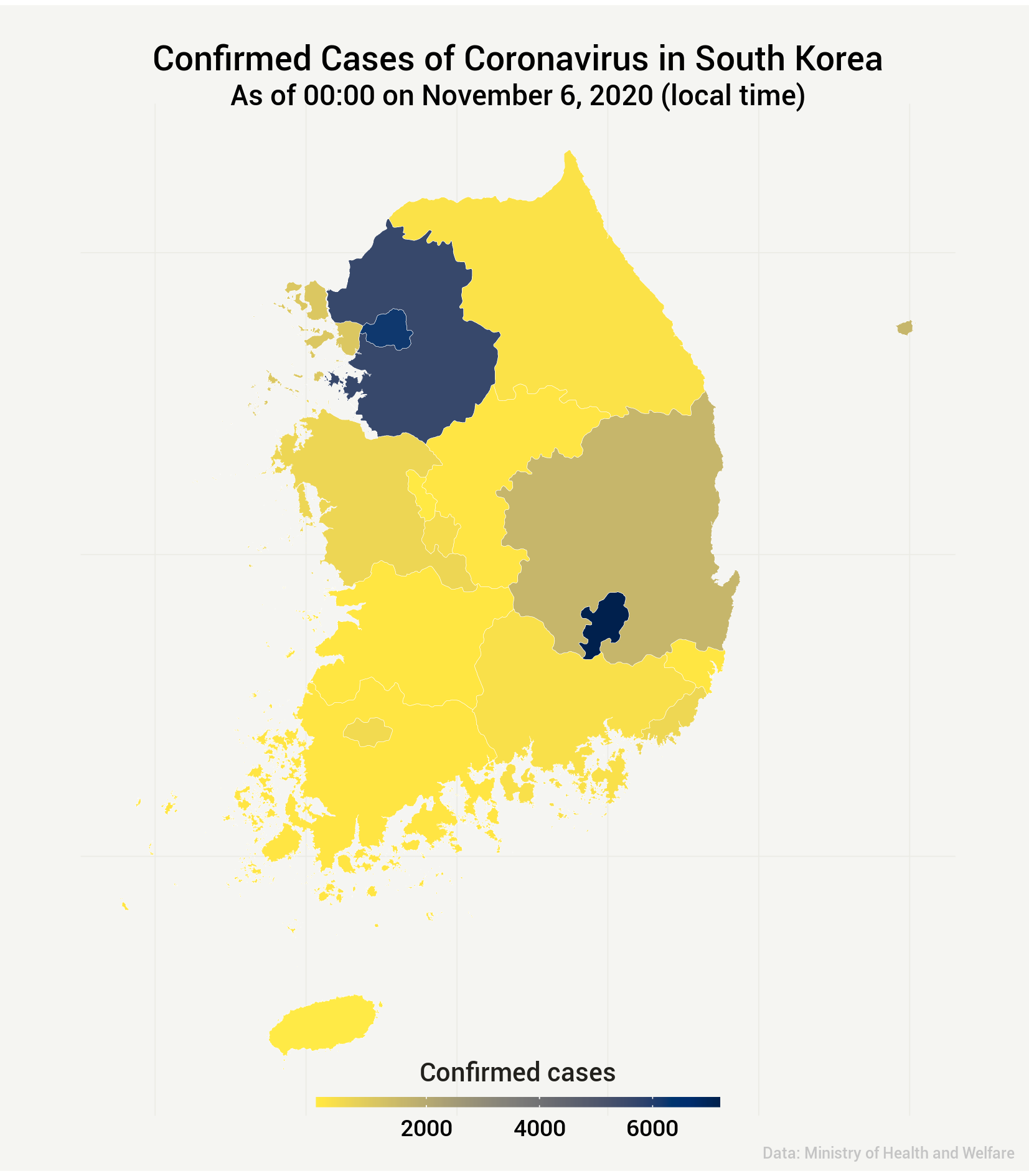
Aantal bevestigde coronavirusbesmettingen per provincie en speciale steden (per 9 maart 2020)

## Overzicht
| Regio     | Aantal bevestigde besmettingen | Incidentengraad (per 100.000) |
| --------- | ------------------------------ | ----------------------------- |
| Seoul     | 120                            | 1.2                           |
| Busan     | 97                             | 2.8                           |
| Daegu     | 5,381                          | 220.9                         |
| Incheon   | 9                              | 0.3                           |
| Gwangju   | 13                             | 0.9                           |
| Daejeon   | 18                             | 1.2                           |
| Ulsan     | 24                             | 2.1                           |
| Sejong    | 3                              | 0.9                           |
| Gyeonggi  | 141                            | 1.1                           |
| Gangwon   | 27                             | 1.8                           |
| Chungbuk  | 24                             | 1.5                           |
| Chungnam  | 98                             | 4.6                           |
| Jeonbuk   | 7                              | 0.4                           |
| Jeonnam   | 4                              | 0.2                           |
| Gyeongbuk | 1,081                          | 40.6                          |
| Gyeongnam | 83                             | 2.5                           |
| Jeju      | 4                              | 0.6                           |
| Totaal    | 7,134                          | 13.8                          |

Vanwege een beveiligingsprobleem met de MediaWiki Graph-software is het momenteel niet mogelijk deze grafiek weer te geven. Zodra de software is bijgewerkt zal de grafiek vanzelf weer zichtbaar worden.

Vanwege een beveiligingsprobleem met de MediaWiki Graph-software is het momenteel niet mogelijk deze grafiek weer te geven. Zodra de software is bijgewerkt zal de grafiek vanzelf weer zichtbaar worden.
Vanwege een beveiligingsprobleem met de MediaWiki Graph-software is het momenteel niet mogelijk deze grafiek weer te geven. Zodra de software is bijgewerkt zal de grafiek vanzelf weer zichtbaar worden.